# Univerza v Padovi
Univerza v Padovi (uradni italijanski naziv Università degli Studi di Padova, kratica UNIPD) je univerza s sedežem v Padovi, ki je bila ustanovljena leta 1222 in je tako ena najstarejših univerz v Evropi ter druga najstarejša v Italiji. Leta 2003 je univerza obsegala 13 visoko- oz. višješolskih ustanov z okoli 65.000 študenti. Univerza je članica Coimbre, prestižne skupine evropskih univerz.
Pod okriljem padovske univerze deluje v sklopu sterejšega Astronomskega observatorija Padova tudi Astrofizikalni observatorij Asiago. 

## Slavni predavatelji in študenti
- Girolamo Fabrici d'Acquapendente
- Galileo Galilei
- Giovanbattista Morgagni
- Antonio Vallisneri
- Andreas Vesalius
- Francesco Zantedeschi
- Pietro Bembo
- Sperone Speroni
- Gabriele Fallopius
- Pietro Pomponazzi
- Bernardino Telesio
- Franjo Petrić[1]
- Kardinal Pole
- Torquato Tasso